# Kabiru Akinsola Olarewaju
 Kabiru Akinsola Olarewaju  (Imo, 21 januari 1991) is een gewezen Nigeriaans profvoetballer, beter bekend onder de naam “Akinsola”.  Voor het seizoen 2015-2016 keerde hij terug naar zijn vaderland en tekende hij voor Sunshine Stars FC, maar na een half seizoen tekende hij bij Mérida AD.
Opgeleid bij de jeugdploegen van Clique Sports Academy kwam Akinsola aan de oppervlakte toen hij in 2007 tijdens het Afrikaans jeugdkampioenschap voor spelers onder de 21 jaar in Togo het winnende doelpunt scoorde in de finale. Daarna vertegenwoordigde hij zijn geboorteland in 2007 tijdens FIFA U-17 wereldbeker in Zuid-Korea, waar hij de competitie won met de Golden Eagles. 
Akinsola tekende op 6 januari 2009 een vijfjarig professioneel contract bij Étoile Sportive du Sahel.  Hij werd echter  op 31 januari 2009 opgeroepen om deel te nemen aan het Afrikaans jeugdkampioenschap voor spelers onder de 21 jaar, dat plaatsvond in Kigali, de ploeg eindigde op een derde plaats.
Op slechts achttienjarige leeftijd  maakte hij de sprong naar Europa en tekende voor drie seizoenen plus twee optionele seizoenen voor het Spaanse UD Salamanca, een  ploeg uit de Segunda División A. Hij werd vergezeld door zijn Nigeriaanse collega Edile Origoya Matthew. Door sommigen werd hij reed gedoodverfd als de nieuwe Eto, maar hij stelde teleur.
Na één seizoen bij de club uit Salamanca, vertrok hij in bruikleen tijdens  het seizoen 2010-2011 naar de Segunda División B  bij  Zamora CF. Na een moeilijke start als gevolg van een letsel, werd de Nigeriaan een van de belangrijkste mannen van het team en zijn doelmunten hielpen de ploeg om het behoud veilig te stellen.
Voor het seizoen 2011-2012 tekende hij voor Granada CF, een ploeg uit de Primera División. Deze ploeg leende hem onmiddellijk uit aan Cadiz CF, een ploeg uit de Segunda División B. De ploeg won de reguliere competitie, maar kon de promotie niet afdwingen.
Begin van het seizoen 2012-2013 vond hij onderdak bij Racing Santander, een ploeg uit de Segunda División A.  Door de dood van zijn moeder keerde hij terug naar Nigeria, waardoor de ploeg hem ontsloeg. Aangezien dit gebeurde binnen de zeven dagen na de overgang, keerde de speler terug naar Granada CF. Een maand later werd hij uitgeleend aan FC Cartagena, de fiere leider na zes wedstrijden met het maximum van de punten in vierde groep van de Segunda División B. In principe is hij uitgeleend tot aan het einde van het seizoen, tenzij er tijdens de  wintermarkt een ploeg uit de Primera División geïnteresseerd is in de speler.  De speler kon echter niet overtuigen en in zijn tien verschijningen, waarvan drie als basisspeler, scoorde hij niet eenmaal.  De nieuwe coach José Rojo Martín liet dan ook einde december 2012 verstaan dat de speler geen toekomst meer had bij de kustploeg.  Daardoor keerde de speler weer terug naar Granada CF, dat hem onmiddellijk uitleende aan het Chypriotische Doxa Katokopias, een middenmooter in de hoogste afdeling.
Voor het seizoen 2013-2014 keerde hij terug naar Spanje bij CE L'Hospitalet, een ploeg uit de Segunda División B.  Met deze ploeg zou hij de eindronde behalen, maar de ploeg werd in de laatste ronde uitgeschakeld door CD Leganés.
Het daaropvolgende seizoen 2014-2015 verhuisde hij naar het Roemeense CSMS Iași, een ploeg uit de Liga 1.  Het werd geen groot succes en hij zou er maar tweemaal in actie komen en geen enkel doelpunt scoren.  Toen op het einde van het seizoen de ploeg haar behoud niet kon bewerkstelligen, werd zijn contract niet verlengd.
Voor het seizoen 2015-2016 keerde hij terug naar zijn vaderland en tekende hij voor Sunshine Stars FC, een ploeg spelend in de Premier League.  Hij zou er maar tweemaal spelen, waardoor hij tijdens de winterperiode naar Spanje terugkeerde bij Mérida AD, een ploeg uit de Segunda División B.  Buiten één zitje op de bank kwam hij echter niet.  Op 18 maart ontbond hij zijn contract om persoonlijke redenen.